# ジョセフ・ポルチンスキー
ジョセフ・ポルチンスキー（Joseph Polchinski、1954年5月16日 - 2018年2月2日）は、アメリカ合衆国の超弦理論の物理学者。カリフォルニア大学サンタバーバラ校教授。
1975年カリフォルニア工科大学卒。1980年カリフォルニア大学バークレー校で博士号取得。

## 受賞歴
- 2007年 - ハイネマン賞数理物理学部門
- 2008年 - ICTPのディラック・メダル
- 2017年 - 基礎物理学ブレイクスルー賞

## 出版物
- ストリング理論 第1巻（丸善出版、2012年）ISBN 4621062379
- ストリング理論 第2巻（丸善出版、2012年）ISBN 4621063332

## 出演
- NHKスペシャル 神の数式 第2回 宇宙はどこから来たのか 〜最後の難問に挑む天才たち〜（NHK、2013年9月22日放送）